# 6891 Тріконія
6891 Тріконія (6891 Triconia) — астероїд головного поясу, відкритий 23 вересня 1976 року.
Тіссеранів параметр щодо Юпітера — 3,364.